# بيغ تشيف إليس
بيغ تشيف إليس (بالإنجليزية: Big Chief Ellis)‏ هو عازف بيانو أمريكي، ولد في 10 نوفمبر 1914 في برمنغهام في الولايات المتحدة، وتوفي بنفس المكان في 20 ديسمبر 1977.

## وصلات خارجية
- بيغ تشيف إليس على موقع ميوزك برينز (الإنجليزية)
- بيغ تشيف إليس على موقع ديسكوغز (الإنجليزية)